# دانشکده پزشکی بوشهر
دانشکده پزشکی دانشگاه علوم پزشکی بوشهر یکی از دانشکده‌های پزشکی ایران وابسته به دانشگاه علوم پزشکی بوشهر در بوشهر است. این دانشکده در سال ۱۳۶۹ بنیانگذاری شد و دارای ۲ بیمارستان آموزشی است.

## تاریخچه
دانشکده پزشکی بوشهر در سال ۱۳۶۹ بنیانگذاری شد. هم‌اکنون ریاست این دانشکده را دکتر اعظم امینی برعهده دارد.